# Vella GR
| GR ist das Kürzel für den Kanton Graubünden in der Schweiz. Es wird verwendet, um Verwechslungen mit anderen Einträgen des Namens Vella zu vermeiden. |

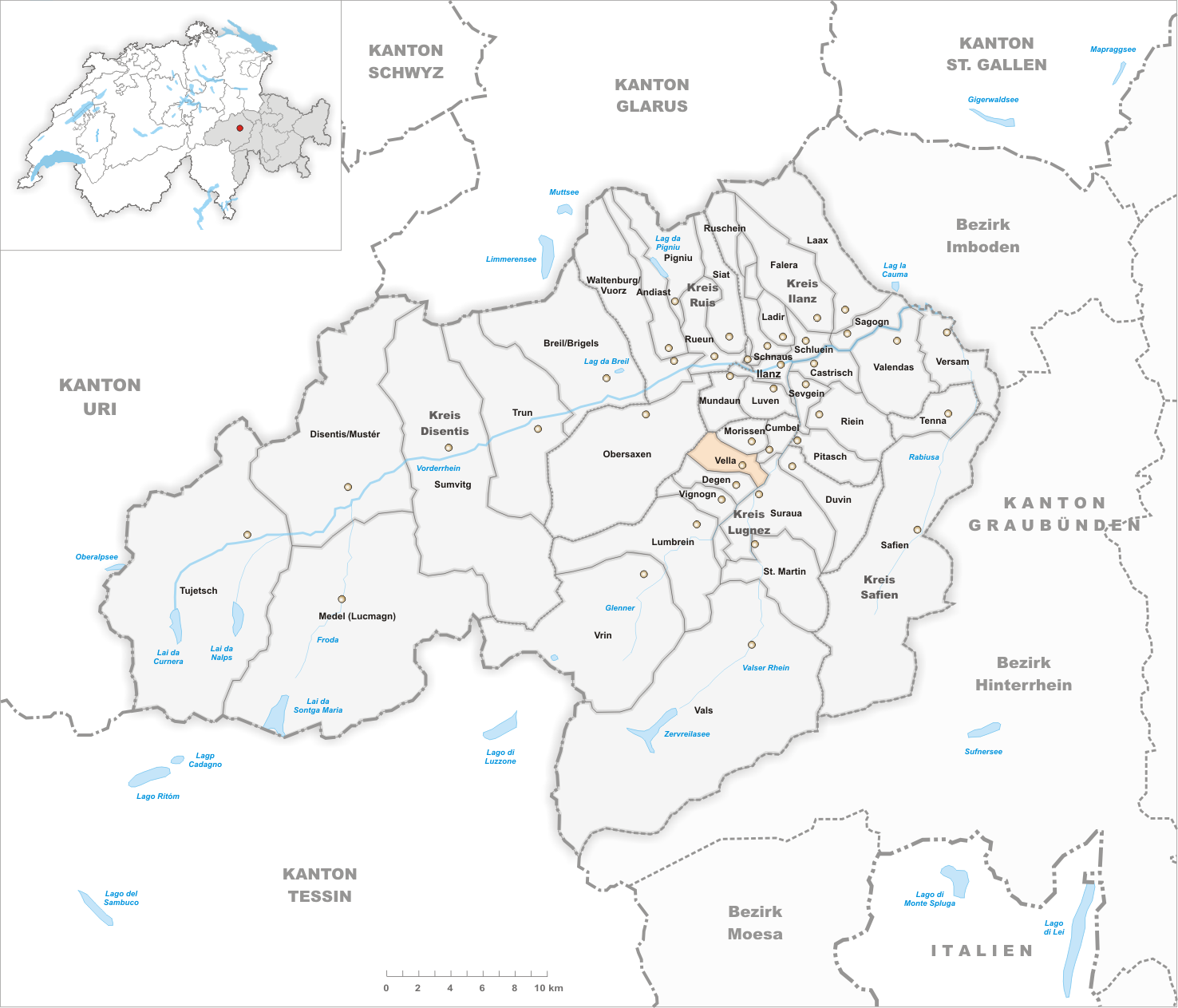
Gemeindestand vor der Fusion am 1. Januar 2013

Vella ([ˈvelɐ]ⓘ, deutsch und bis 1987 offiziell Villa) ist ein Dorf in der Gemeinde Lumnezia, Kanton Graubünden, Schweiz. Es liegt im Val Lumnezia (Lugnez) südwestlich von Ilanz.
Bis Ende 2012 bildete Vella eine eigene politische Gemeinde. Am 1. Januar 2013 fusionierte sie mit den damaligen Gemeinden Cumbel, Degen, Lumbrein, Morissen, Suraua, Vignogn und Vrin zur neuen Gemeinde Lumnezia.

## Geographie
Die Ortschaft Vella ist der inoffizielle Talhauptort des Val Lumnezia (Lugnez). Seit 2013 bildet sie mit Cumbel, Degen, Lumbrein, Morissen, Suraua, Vignogn und Vrin die Gemeinde Lumnezia. Historisch betrachtet umfasste das gleichnamige Dorf ebenfalls die etwas tiefer gelegene Kirche St. Vinzenz in Pleif. 
Die alpine Vegetation im mittleren Abschnitt der Val Lumnezia rund um Vella verfügt über ein reiches erholungsräumliches Potenzial, das geprägt ist durch die jahrhundertealte bäuerliche Nutzung. Die Kulturlandschaft zeichnet sich durch ein günstiges Klima, dem Vorhandensein von Quellwasser und eine günstige Topografie mit Terrassenlage aus. Die Böden im geologischen Rutschgebiet des mittleren Lugneztales eigneten sich jedoch weniger für Ackerbau als vielmehr für alpine Vieh- und Graswirtschaft sowie für die saisonale Alpwirtschaft. Vella blieb bis in die jüngste Zeit, ähnlich wie das übrige Lugnez, stark agrarwirtschaftlich geprägt. Ab 1900 veränderten der Tourismus und die veränderte Bautechniken die traditionelle Dorfstruktur und mit ihr auch das Dorfbild. Zahlreiche ältere Wohnhäuser und Stallgebäude bezeugen jedoch noch heute im Gesamtbild die Dorfgeschichte.
Der geschlossene Dorfplatz von Vella ist geprägt durch herrschaftliche Häuser aus dem 17. Jahrhundert und der dominanten Pest-Kapelle St. Sebastian und Rochus von 1587 mit Malereien von Hans Ardüser von 1592, die 2019 total renoviert wurde. Seit 1887 wird in Vella eine rätoromanisch geführte Kreissekundarschule geführt und vermehrt Deutsch unterrichtet.

## Geschichte
Die Besiedlung erfolgte ab der Bronzezeit von den Ufern des Glenners (rätoromanisch Glogn) bei Peiden (ca. 800 m. ü. M.) bis zu den Maiensäss- und Alpwiesen und bis auf die Bergkuppen des Piz Mundauns (2064 m. ü. M.). Aus der frühesten Zeit der Erstbesiedlung stammen in Pleif Spuren aus der Spätbronzezeit. Ein Münzfund ist aus der Wende vom 3. zum 4. Jahrhundert zu verzeichnen. In römischer Zeit wurden an klimatisch bevorzugten Lagen Wein- und Obstbau betrieben. Ab dem Frühmittelalter ist Alp- und Ackerwirtschaft nachweisbar. Aus den gerodeten Waldungen nutzten rätoromanisch sprechende Bewohner grosse Mengen an Bau- und Nutzholz. 
Der Ort wird um 840 im churrätischen Reichsgutsurbar in Lateinisch als «ad sanctum Vincentium […] in valle Leguntia» aufgelistet. Im Mittelalter wurde er 1290 und 1298 als «ad Ville, aput Villam» bezeichnet.
Die um 843 erstmals neben einem königlichen Hof genannte und als Reichslehengut geltende Pfarrkirche St. Vinzenz in Pleif mit romanisch-gotischer Bausubstanz wurde 1661/1662 umgebaut. Sie gelangte später in den Besitz der Welfen und um die Mitte des 10. Jahrhunderts an das Konstanzer Domkapitel. 1204 stand das Patronatsrecht dem Konstanzer Dompropst zu. Im 14. Jahrhundert waren die Kirche in Pleif und die Vogtei im Besitz der Freiherren von Belmont, was zu Unstimmigkeiten im Volk führte. Um 1371 gingen höfische Besitzungen durch Erbschaft an die Sax-Misox über, fielen jedoch 1483 an den Bischof von Chur. Verschiedene Meierhöfe im Talgebiet gehörten damals ebenfalls dem Bistum Chur.

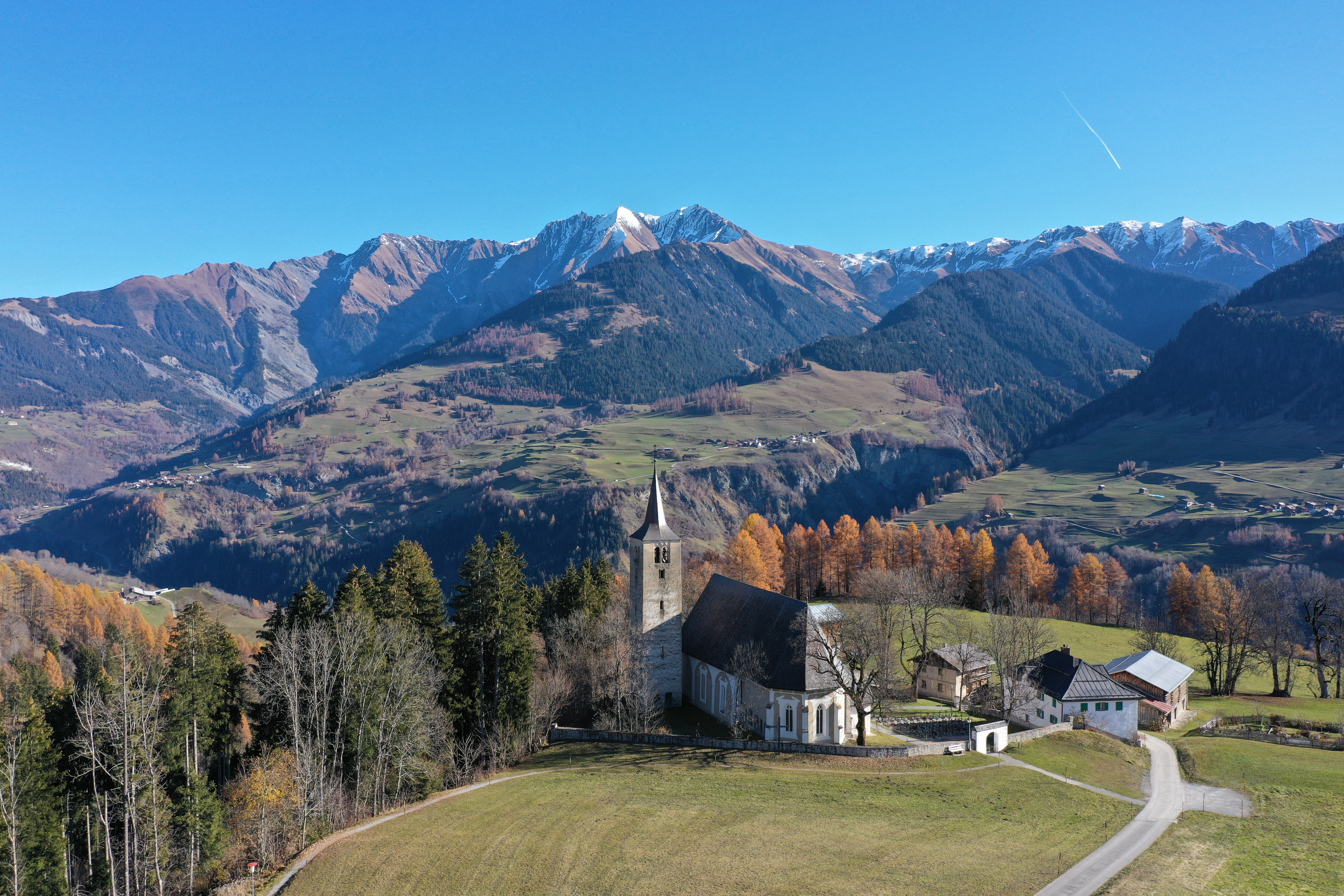
Katholische Kirche Pleif

Die Kirche war Zentrum einer ausgedehnten Talpfarrei, die das ganze Gebiet des späteren Hochgerichts Lugnez umfasste. Dank der kirchlichen Zentrumsfunktion und dem Einfluss der Adligenfamilie de Mont, die vom 15. bis 19. Jahrhundert zur politischen Elite im Lugnez und im Grauen Bund gehörte, entwickelte sich Vella zum Hauptort des Tales. Hier tagte das Hochgericht, ab dem 19. Jahrhundert das Kreisgericht und abwechselnd mit anderen Orten die Landsgemeinde (romanisch cumin). Um 1300 trennte sich Vals im Zuge der stärkeren Besiedlung durch die Walser von der Kirche St. Vinzenz. Früher schon hatte sich die Marienkirche Degen/Fraissen  als Kleinpfarrei herausgelöst. Lumbrein wurde zwischen 1345 und 1442 eigenständig, Duvin 1526, Surcasti mit Tersnaus und Camuns 1528, Vrin 1597, Surcuolm 1643, Cumbel 1653, Vignogn 1697, Degen mit Rumein und Vattiz 1891, Morissen 1907 und Peiden 1910. 
1395 treten die Lugnezer dem Landfriedensbündnis von Ilanz bei, einem Vorläufer des Grauen Bundes. Viele Lugnezer beteiligten sich unter Führung des Lumbreiner Herkules von Capol am Schwabenkrieg und der Schlacht an der Calven (siehe Grabtafel in Pleif).
Viehzucht und der Viehexport über die Pässe in den Süden spielte eine wichtige Rolle im Erwerbsleben der Talbewohner. Vereinzelt blühte ab dem Frühmittelalter das Handwerk und Gewerbe auf. Insgesamt vermochte die karge Berglandwirtschaft jedoch nur eine begrenzte Bevölkerungszahl zu ernähren. Als Folge davon kam es immer wieder zu einer Periode lang andauernder Emigration. Nach der Eröffnung der Bergbahnen Val Lumnezia 1970 wurden vermehrt Wohnhäuser für Ferienzwecke geschaffen. Während die traditionelle Landwirtschaft an Bedeutung verlor, wuchsen derweilen das Baugewerbe und der Tourismus seit 1980. Eine Gesamtmelioration wurde 2007 abgeschlossen.
→ siehe auch Abschnitt Geschichte im Artikel Lumnezia
Auf dem Wanderweg oberhalb Vella ist talaufwärts ein «Geschichtsweg» angelegt: Auf kleinen Steinstelen sind wichtige Ereignisse aus der Geschichte Vellas und des Lugnez angegeben. Die Abstände der Steine verhalten sich proportional zum zeitlichen Abstand der Ereignisse.

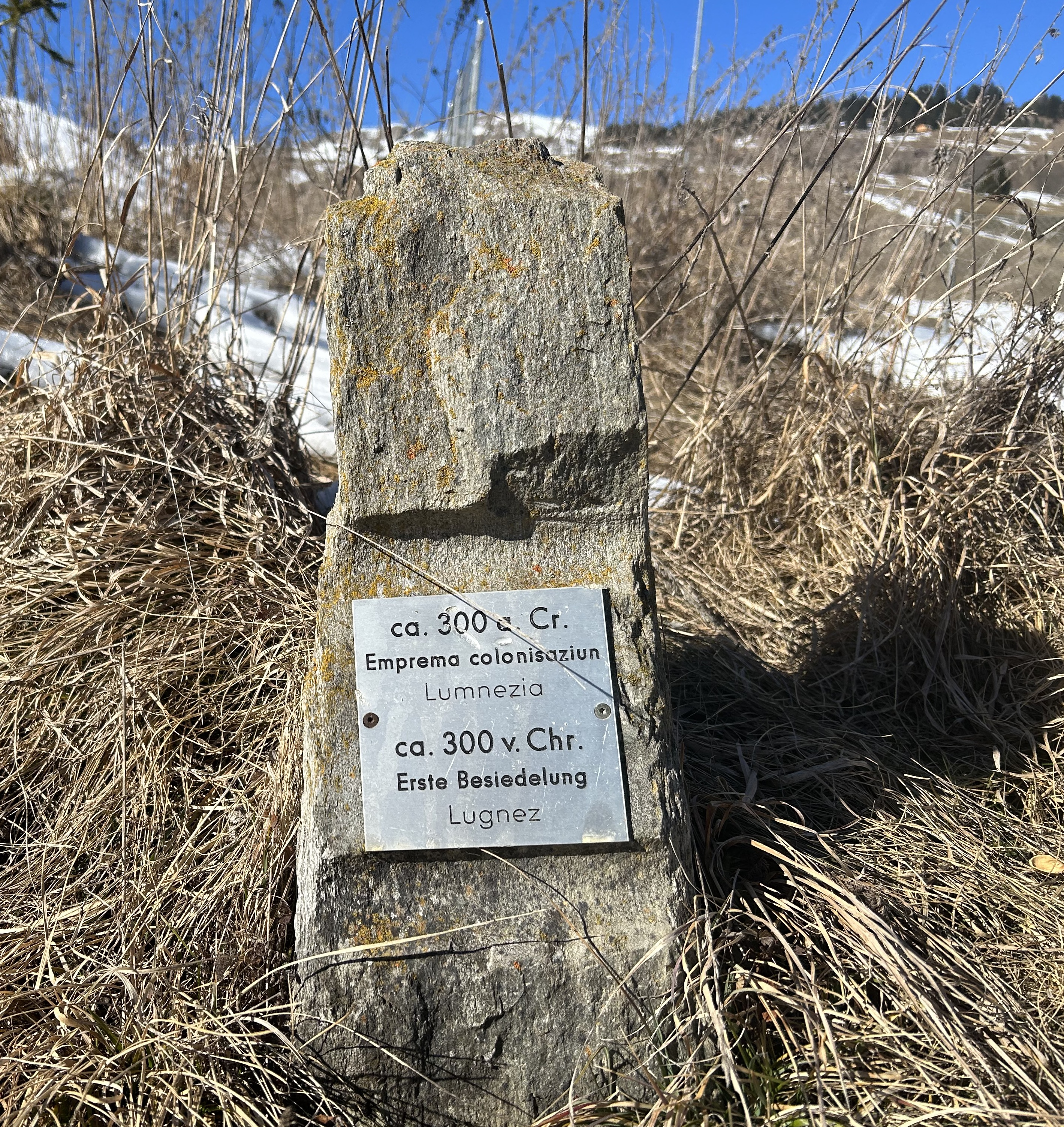
Erste Besiedlung
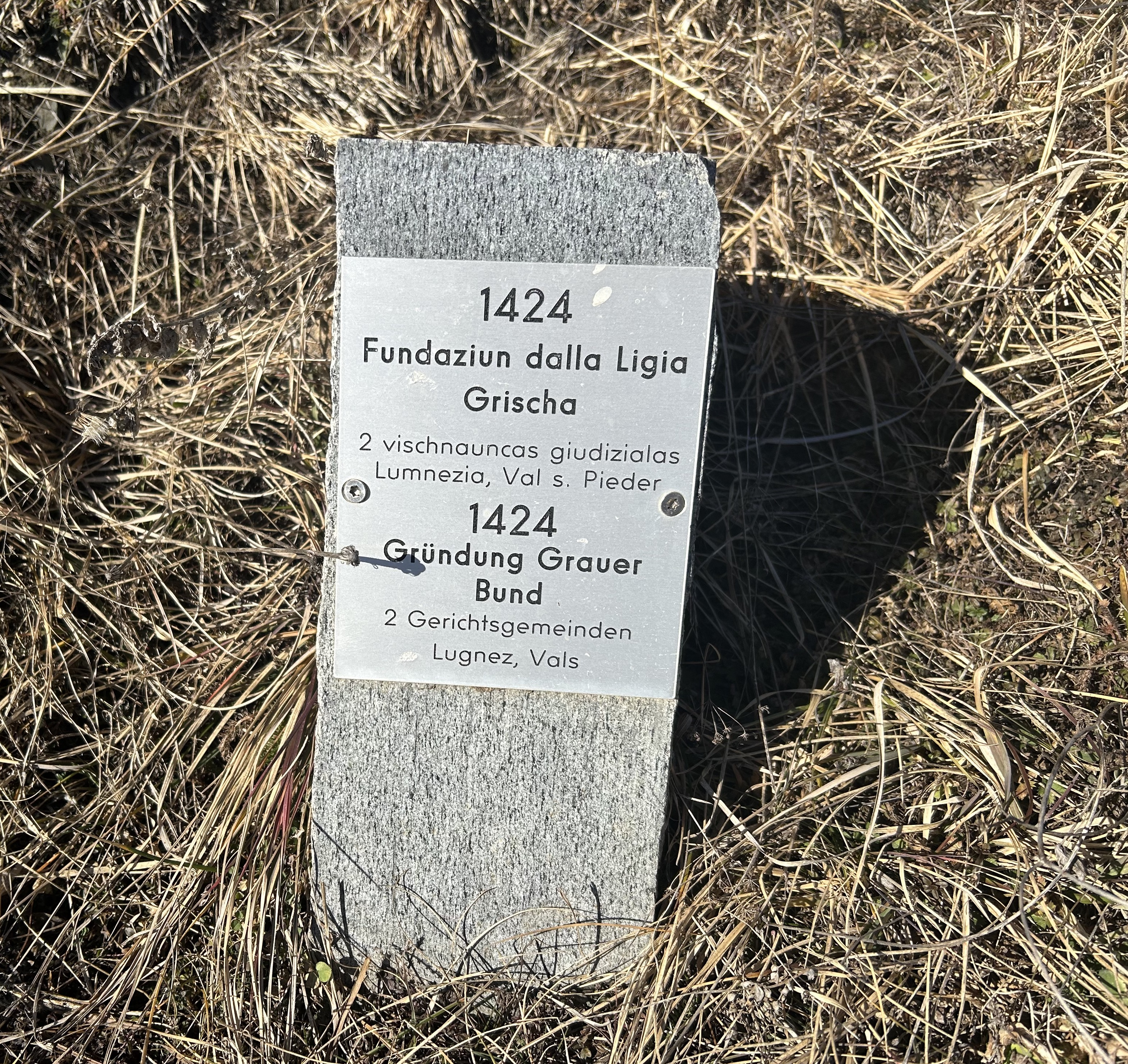
Gründung des Grauen Bundes
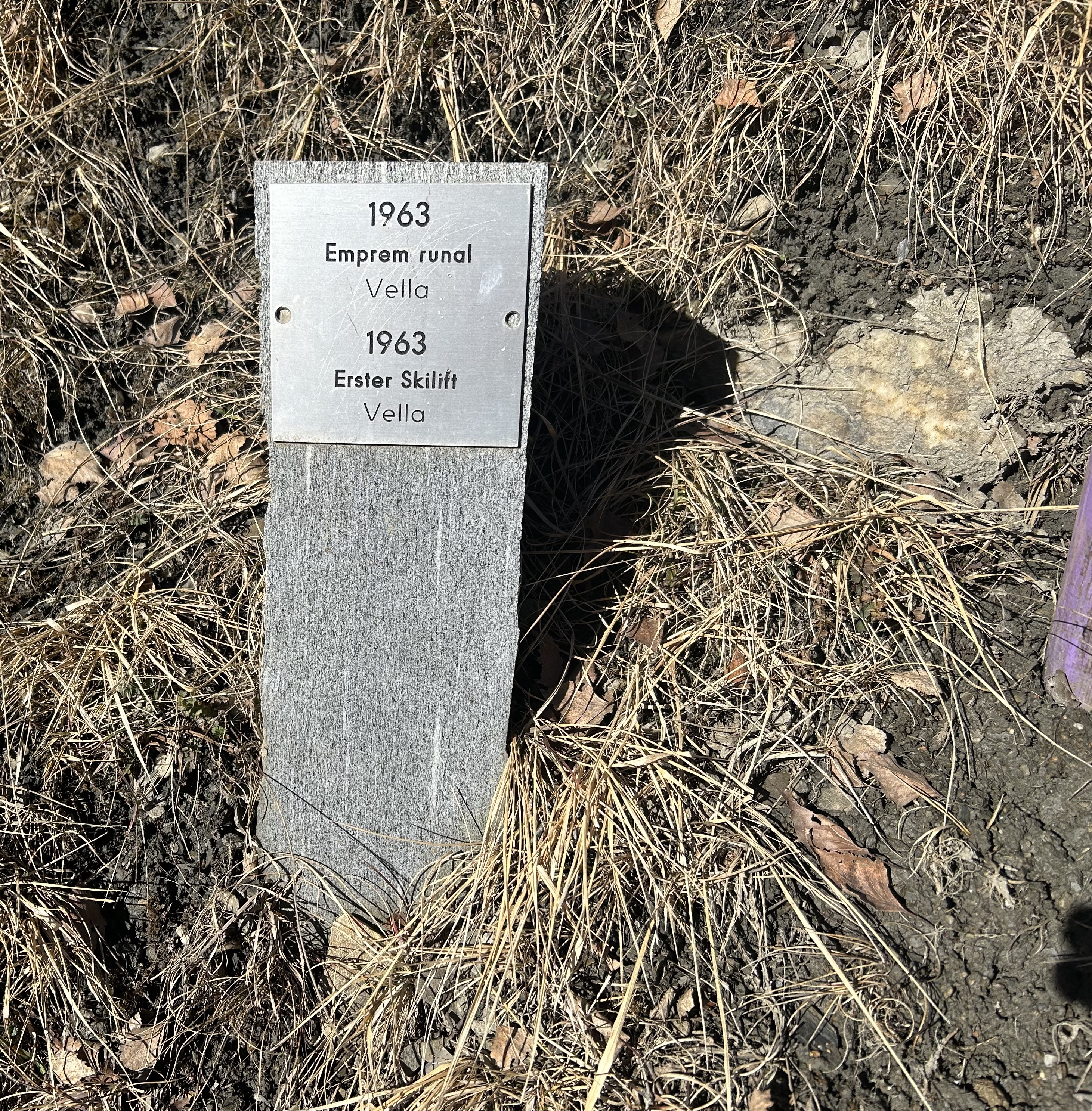
Bau des ersten Skilifts
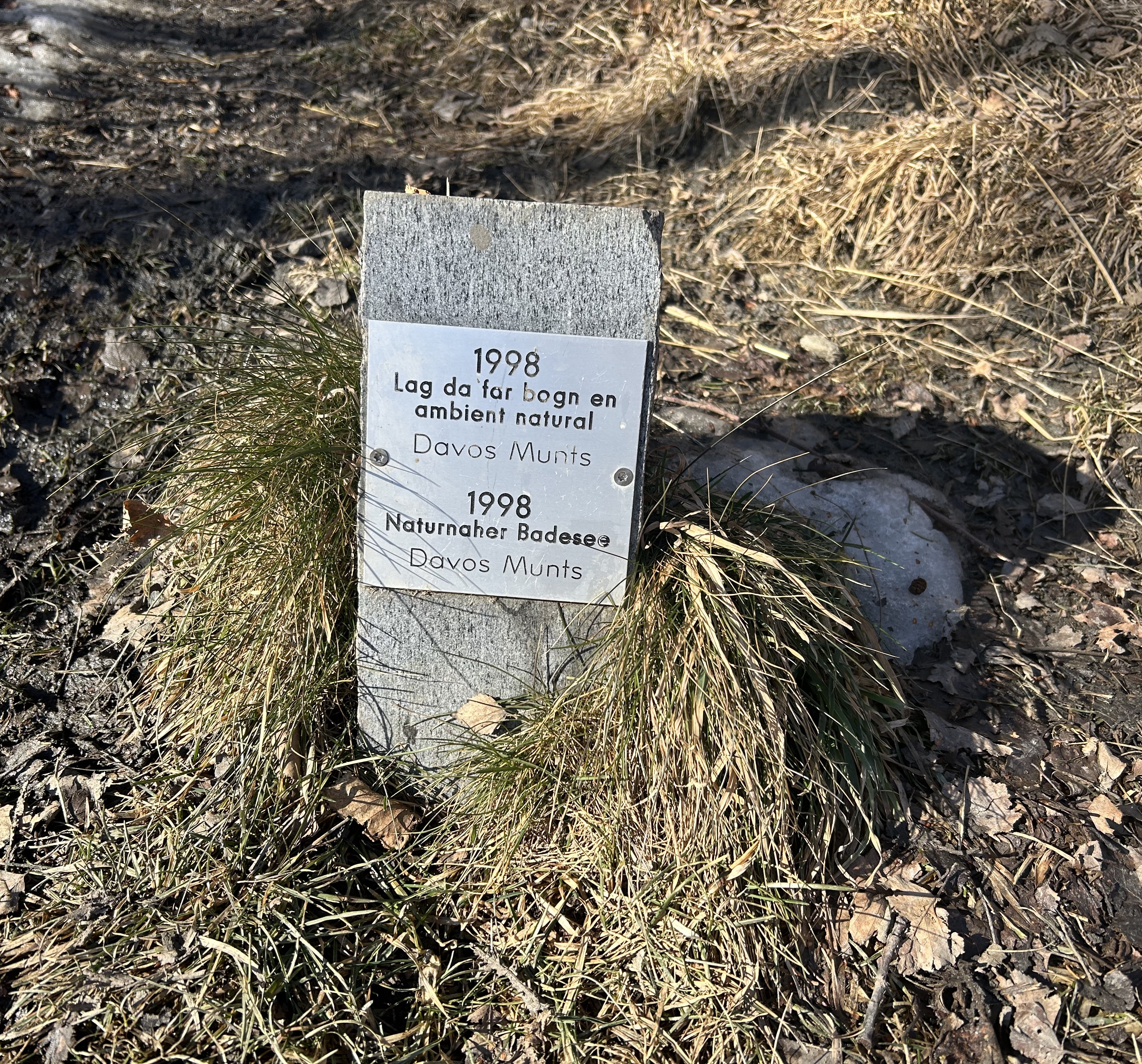
Anlage des Badesees Davos Munts

## Klima

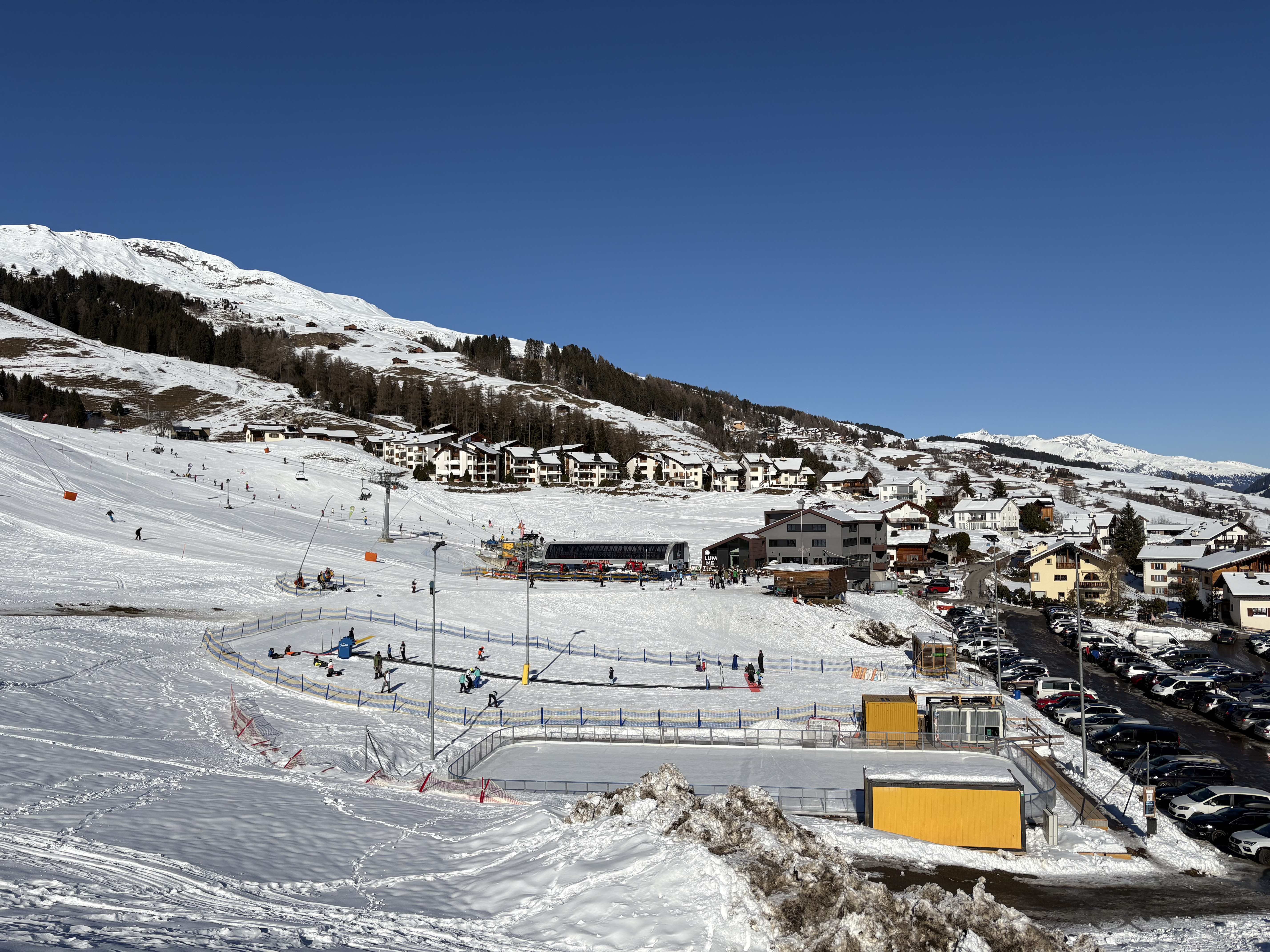
Wegen der Klimaerwärmung resultieren für den Wintertourismus erschwerte Bedingungen. Talstation Vella des Skilifts

Der Höhenunterschied von ca. 1200 m im mittleren Lugnez bei Vella weist in seinem alpinen Natur- und Siedlungsraum einen geologisch und vegetationsmässig reichen Untergrund mit vielfältiger Flora und Fauna auf. Niederschläge und Sonnenscheindauer sind, ähnlich wie in anderen inneralpinen Quertälern Graubündens, von den temporalen Witterungseinflüssen, den Höhenlagen und dem konstanten Klimawandel beeinflusst. Die leicht steigenden Jahresmitteltemperaturen von 5 bis ca. 6 Grad Celsius, gemessen an der Messstation Disentis durch Meteo Schweiz und bezogen auf eine mittlere Höhenlage, beweisen seit Beginn der Industrialisierung in der Mitte des 19. Jahrhunderts den steten Klimawandel, der auch in anderen Bündner Talschaften spürbar ist. Für das Lugnez bedeutet dies weniger Nebeltage, längere Sonnenscheindauer und weniger Niederschläge übers Jahr verteilt. Damit verbunden sind auch eine längere Vegetationszeit, Sommermonate mit häufigeren Hitzetagen bis 1200 m. ü. M. und weniger Niederschläge (ca. 800 mm) und Schneefälle. Als Folge davon resultieren für den Wintertourismus im mittleren Lugnez in tieferen Lagen erschwerte Bedingungen. Dies führte unter anderem zu Investitionen bei den einheimischen Bergbahnen im Bereich Beschneiungsanlagen, und in der Agrarlandwirtschaft förderte man den Ausbau von weitläufigeren Bewässerungsanlagen.
Die Siedlungsterrasse von Vella und des mittleren Lugnez weist einen jährlichen Globalstrahlungswert von rund 1600 Sonnenstunden auf. In aktueller Zeit animierte dies viele örtliche Liegenschaftsbesitzer dazu, subventionierte Solarenergieprojekte zu realisieren. Die günstigen Klimawerte des mittleren Talabschnittes, die sich tendenziös dem Mittelmeerklima annähern, ermöglichten insgesamt einen steten Aufschwung des Tourismus und in der Folge eine Zunahme der örtlichen Siedlungsstruktur.

## Wappen
| Wappen von Vella GR | Blasonierung: «In Blau ein silberner (weisser) Pelikan auf goldenem Nest, drei Junge fütternd» |
| Wappen von Vella GR | Der Pelikan, der mit seinem Blut seine Jungen füttert, ist in der christlichen Ikonographie das Symbol für den Opfertod Christi, wird aber auch für die Kirche als Ganzes verwendet. Hier steht er für die Mutterkirche der Talschaft Lugnez in Pleif/Vella. |

## Bevölkerung
| Bevölkerungsentwicklung | Bevölkerungsentwicklung | Bevölkerungsentwicklung | Bevölkerungsentwicklung | Bevölkerungsentwicklung | Bevölkerungsentwicklung | Bevölkerungsentwicklung | Bevölkerungsentwicklung | Bevölkerungsentwicklung | Bevölkerungsentwicklung | Bevölkerungsentwicklung |
| ----------------------- | ----------------------- | ----------------------- | ----------------------- | ----------------------- | ----------------------- | ----------------------- | ----------------------- | ----------------------- | ----------------------- | ----------------------- |
| Jahr                    | 1808                    | 1835                    | 1850                    | 1900                    | 1950                    | 2000                    | 2020                    | 2021                    | 2022                    | 2023                    |
| Einwohner               | 199                     | 301                     | 229                     | 272                     | 418                     | 441                     | 498                     | 492                     | 528                     | 545                     |

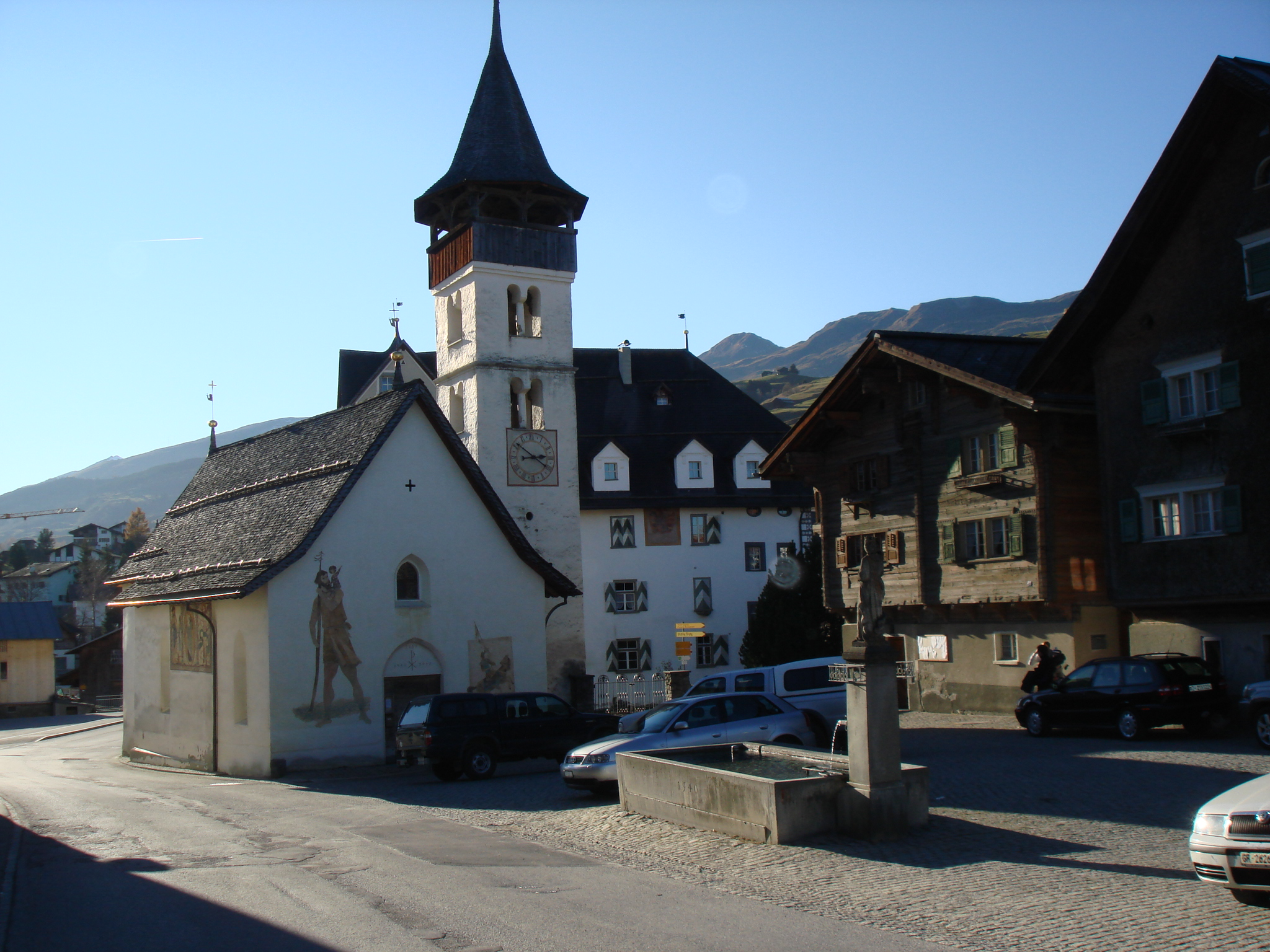
Dorfplatz mit katholischer Kirche Sogn Roc (Sankt Rochus)

Von den Bewohnern haben bei der Eidgenössischen Volkszählung im Jahre 2000 84 % Bündnerromanisch (Sursilvan) als Muttersprache angegeben, 14 % deutsch und 1 % serbokroatisch. Seit 1992 nahm die Bevölkerung um rund 3 % zu.

## Tourismus
In der Umgebung von Vella stehen zahlreiche Wanderwege zur Verfügung, unter anderem der Alpenpässe-Weg. Für Wintersportler bietet Vella ein Skigebiet, ein Eisfeld, Langlaufloipen und Winterwanderwege. Eine Bergbahn führt zum Skigebiet Obersaxen am Piz Mundaun.

## Sehenswürdigkeiten
- Katholische Kirche Vella mit Malereien von Hans Ardüser und Alois Carigiet
- Katholische Kirche Pleif
- Schloss de Mont
- Schulhaus, 1997, Architekten: Daniel Ladner, Andrea Deplazes, Valentin Bearth[3]

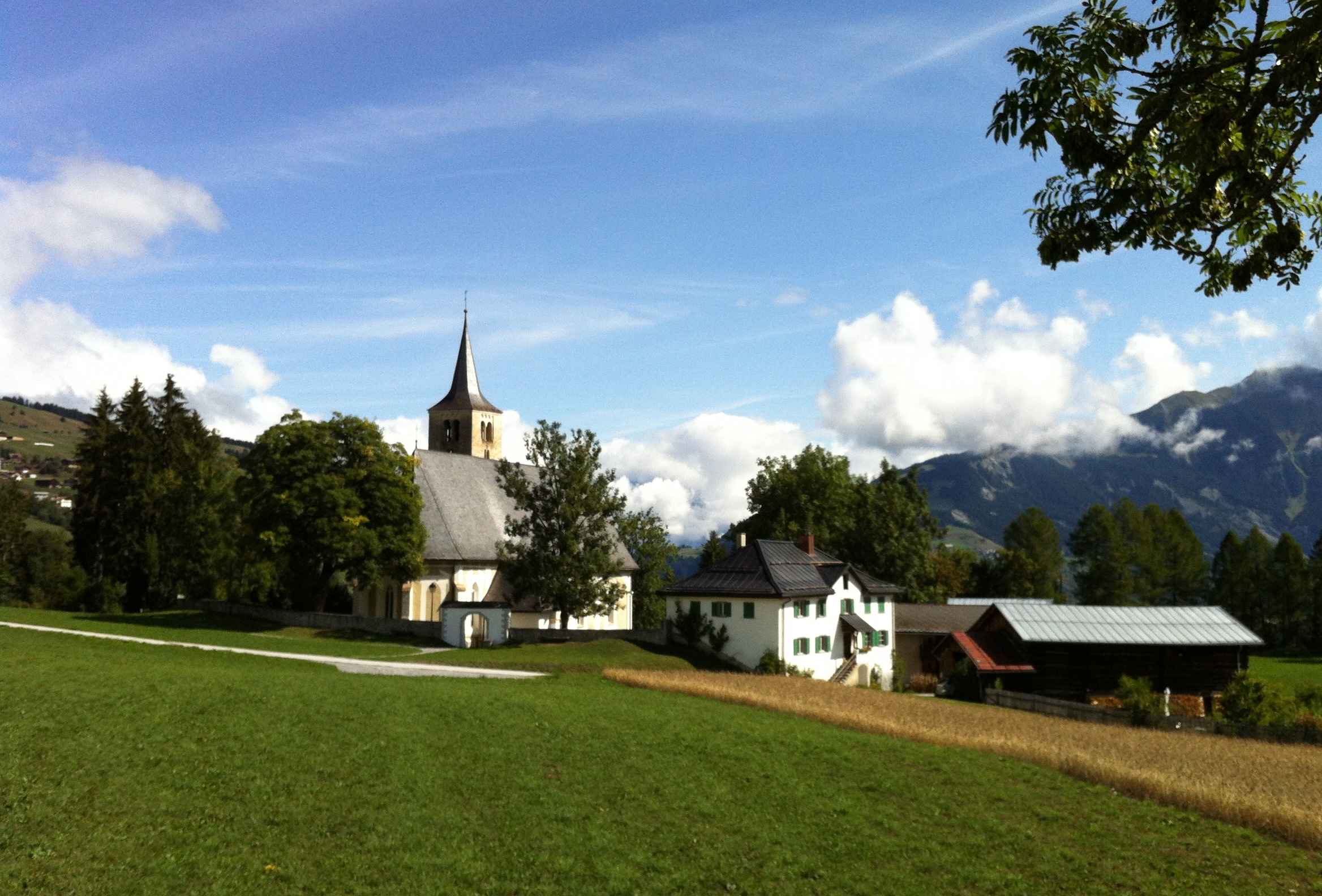
Talkirche Pleif des Val Lumnezia
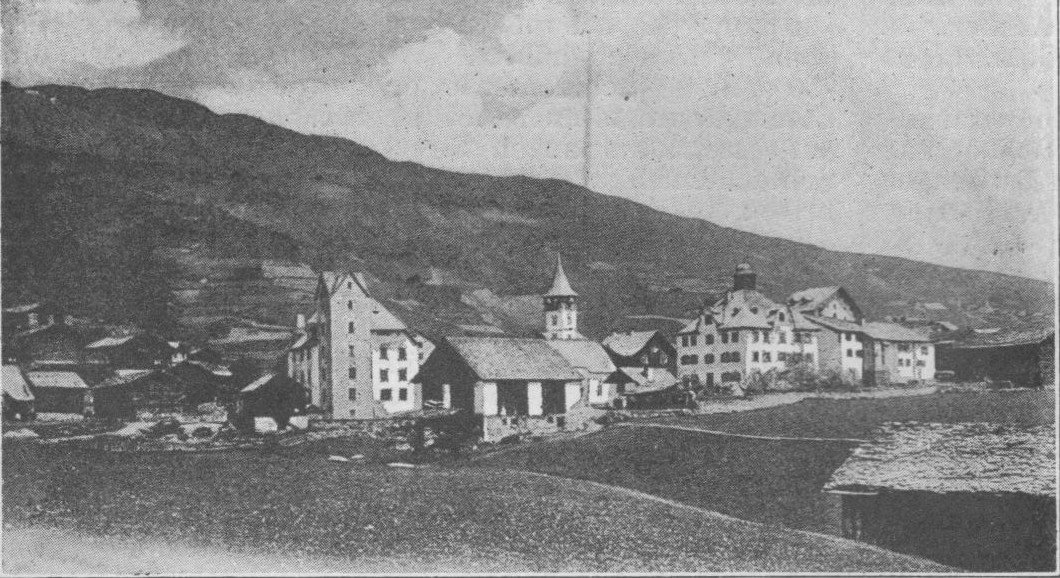
Um 1900 mit den Häusern Demont und à Marca (rechts)
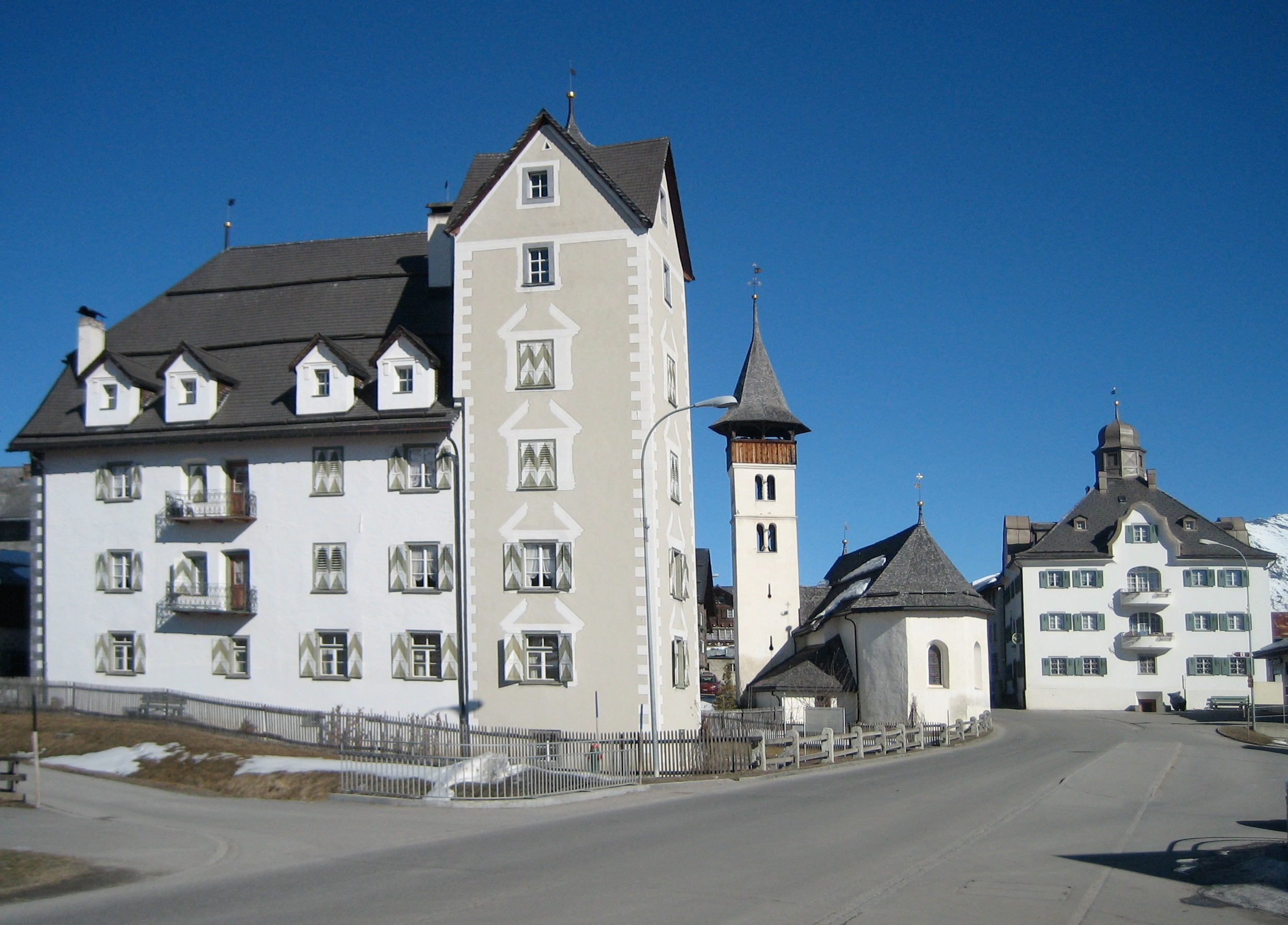
Dorfzentrum mit dem Schloss Demont (links)
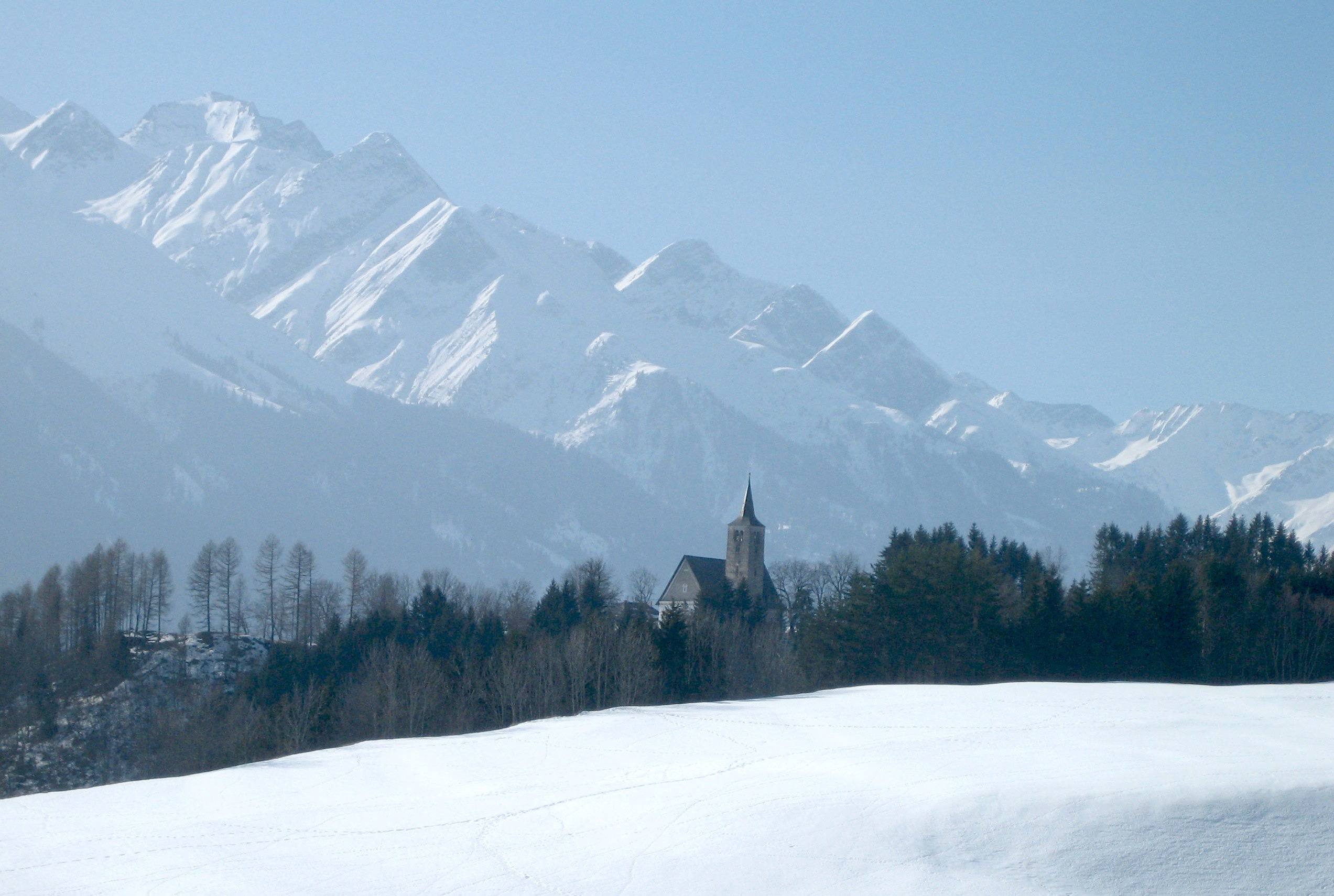
Vella mit der Talkirche
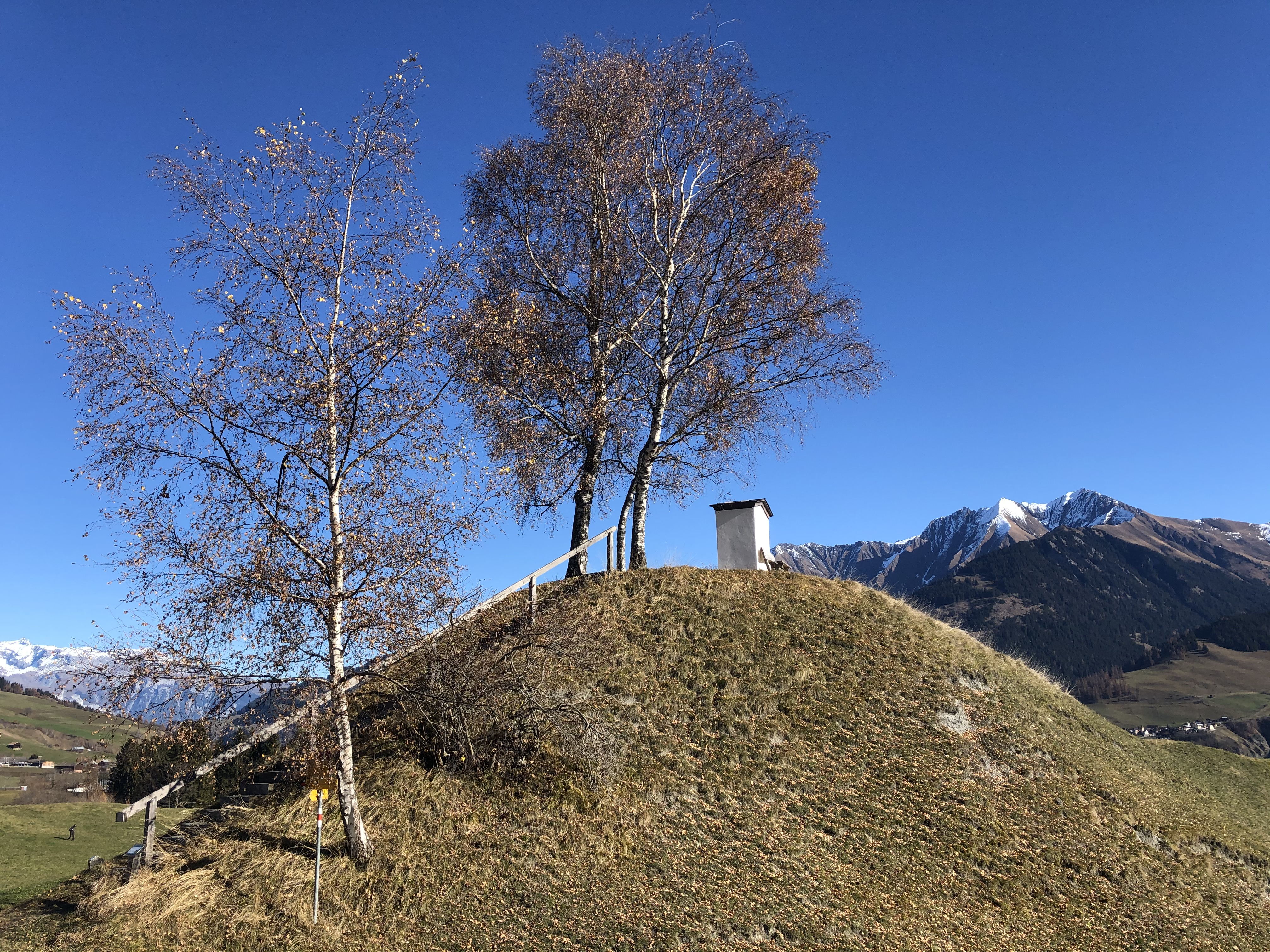
Kapelle unweit von Pleif beim ehemaligen Galgenhügel
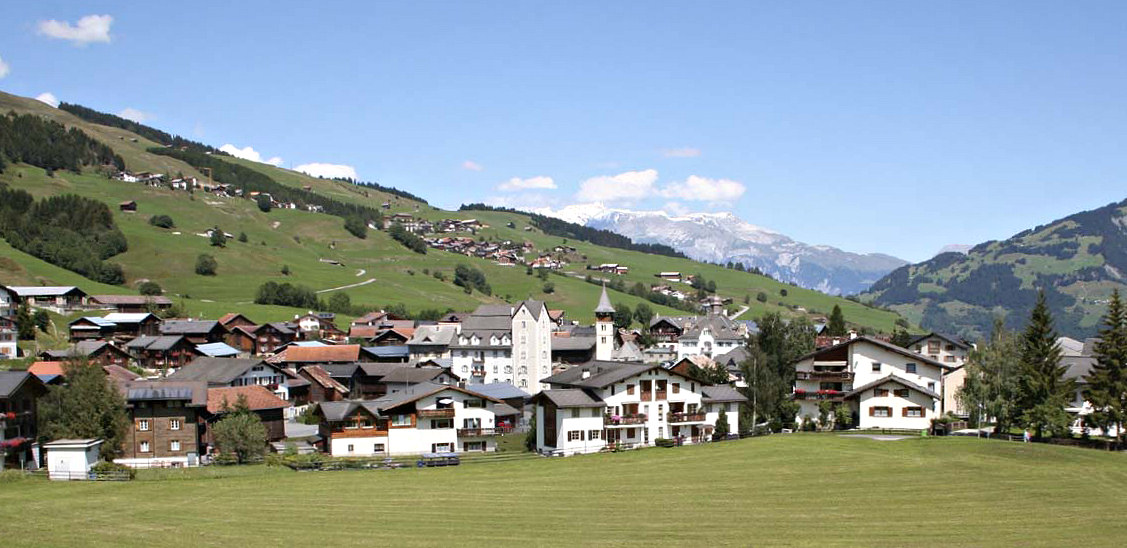
Vella, Talhauptort in der Gemeinde Lumnezia

## Persönlichkeiten
- Ulrich de Mont (1624–1692), römisch-katholischer Geistlicher, Bischof von Chur 1661–1692
- Gion Antoni Derungs (1935–2012), Komponist, Musiker und Musikpädagoge
- Ursicin G. G. Derungs (1935–2024), Theologe, Schriftsteller und Übersetzer
- Franco Cavegn (* 1971), Skirennläufer
- Renzo Blumenthal (* 1976), Mister Schweiz 2005, Model und Landwirt